# 阿明·哈里特
阿明·哈里特（阿拉伯语：أمين حاريث；1997年6月18日—）是一位出生于法國的摩洛哥足球運動員，在場上的位置是中场。目前效力於法甲球隊马赛。他以前也曾經代表法國19歲以下國家足球隊。現在為摩洛哥國家足球隊效力。